# ОШ „Матија Губец” Доњи Таванкут
ОШ „Матија Губец” у Доњем Таванкуту, насељеном месту на територији града Суботице, државна је образовна установа. године. Школа носи име по Матији Гупцу, загорском сељаку и вођи Хрватско-словеначке сељачке буне.